# Cal Puig (Santa Fe del Penedès)
Cal Puig és una masia de Santa Fe del Penedès (Alt Penedès) inclosa a l'Inventari del Patrimoni Arquitectònic de Catalunya.

## Descripció
És un edifici de grans dimensions, situat a l'interior del nucli urbà de Santa Fe del Penedès. És una masia composta de planta baixa, pis i golfes, amb coberta a dues vessants. Hi ha un terrat lateral adossat. El portal és adovellat, i a la façana d'accés a l'habitatge hi ha un escut. Són interessants els contraforts i el baluard.

## Història
Cal Puig va ser construïda durant el segle xvii. A l'entrada de la casa hi ha la data de 1669.